# Староходыкино
Староходыкино — деревня Астаповского сельского поселения в Луховицком районе Московской области. До 2006 года Староходыкино относилось к Матырскому сельскому округу.
Деревня лежит на берегу небольшой запружённой речки, притока Матырки. На этой речке находится 2 пруда: один небольшой — возле самого Староходыкина, а другой, более крупный, — возле деревни Новоходыкино. Матырка же находится в 2,5 км от Староходыкина. Ближайшие населённые пункты к деревне: Новоходыкино — 1 км, Матыра — 2 км, Булгаково — 1,5 км и Круглово — 2,5 км.
В деревне три улицы — Набережная, Запрудная и Барский сад. Деревня газифицирована.

## Расположение
- Расстояние от административного центра поселения — посёлка совхоза «Астапово»
  - 9,5 км на северо-запад от центра посёлка
  - 18,5 км по дороге от границы посёлка (через Матыру, Асошники и Луховицы)
- Расстояние от административного центра района — города Луховицы
  - 11 км на юго-запад от центра города
  - 10,5 км по дороге от границы города (через Матыру и Асошники)

## Население
| 2002 | 2006 | 2010 |
| ---- | ---- | ---- |
| 6    | ↗14  | ↗26  |